# Campanulina rugosa
Campanulina rugosa is een hydroïdpoliep uit de familie Campanulinidae. De poliep komt uit het geslacht Campanulina. Campanulina rugosa werd in 1901 voor het eerst wetenschappelijk beschreven door Nutting. 